# La gran bonaccia delle Antille
La gran bonaccia delle Antille è un racconto satirico di Italo Calvino scritto nel 1957, dopo la sua uscita dal PCI, sulla rivista Città aperta.

## Contenuto
Una fantasiosa parabola marinara, ambientata nel Millecinquecento, che pare descrivere l'immobilismo in cui si trovava il PCI, per la responsabilità del suo gruppo dirigente, in particolare del segretario Palmiro Togliatti, nel racconto "il capitano", incapace di liberarsi dallo stalinismo. Il narratore, zio Donald (Calvino), un vecchio lupo di mare, racconta la storia della nave corsara (il PCI) sulla quale ha navigato che, a causa di una improvvisa bonaccia, rimane ferma per diversi mesi di fronte ai galeoni dei Papisti (la DC).
Il rispetto delle rigorose regole dettate dall'ammiraglio Drake (Stalin), imposto dal Capitano, impedisce ogni azione per uscire dalla bonaccia e per attaccare i galeoni dei Papisti.
Il racconto della zio Donald non ha una conclusione. Calvino voleva sollecitare i dirigenti del PCI ad uscire dall'immobilismo politico in cui, a suo giudizio, si trovavano.  Rispose, qualche mese dopo, su Rinascita Maurizio Ferrara (a firma Little Bald), con il racconto La grande caccia delle Antille, che narra la vittoria del Vecchio (rappresentante Togliatti) contro i gabbieri e i loro comandanti rivoltosi, tra cui Antonio il Nipote (Giolitti) e Italo il Petalo. Lo stesso Togliatti parlò del racconto di Calvino in termini sprezzanti e Calvino gli rispose, sebbene la polemica era ormai tendente a sfumarsi, anche perché Calvino continuò comunque a votare PCI. In occasione della ristampa nel volume Il PCI nell'anno dell'Ungheria, a cura di Felice Frolo, Roma, I libri de l'Espresso, 1980, Calvino aggiunse una Nota 1979.

## Edizioni
- La gran bonaccia delle Antille, in Città aperta, anno I, n. 4-5, 25 luglio 1957.
- La gran bonaccia delle Antille, in l'Espresso, anno III, n. 34, 25 agosto 1957.
- La gran bonaccia delle Antille, in Romanzi e racconti, collana I Meridiani, nella sezione "Racconti e apologhi sparsi (1957-84)", vol. 3, Milano, Mondadori, 1994,  pp. 221-225 (e note pp. 1228-1231)..